# محله وزیریه
وزیریه (به عربی: الوزيرية) یکی از محله‌های سنی‌نشین شهر بغداد می‌باشد که در یک سمت پایان پل الصرافیه (به عربی: جسر الصرافية) در مسیر رود دجله و در مقابل محله شیعه‌نشین عطیفیه (به عربی: العطيفية) قرار دارد.

## منبع
- مشارکت‌کنندگان ویکی‌پدیا. «Waziriyah». در دانشنامهٔ ویکی‌پدیای انگلیسی، بازبینی‌شده در ۱۶ فروردین ۱۳۹۰.